# Through the Gates of the Silver Key
"Through the Gates of the Silver Key" is een kortverhaal geschreven door H. P. Lovecraft en E. Hoffmann Price. Het verhaal is een vervolg op Lovecraft’s verhaal "The Silver Key" en maakt deel uit van de reeks verhalen rondom het personage Randolph Carter. Het verhaal werd voor het eerst gepubliceerd in de juli 1934 editie van Weird Tales.

## Inhoud
Het verhaal begint op een bijeenkomst waar een groepje mannen de verdwijning van Randolph Carter bespreekt en besluit wat er met zijn bezittingen moet gebeuren. Een van de aanwezigen is een mysterieuze man genaamd Swami Chandraputra, wiens lichaam geheel verscholen gaat onder zijn kleding. Hij vertelt wat volgens hem met Randolph Carter gebeurd is:
Vervolgens gaat het verhaal verder waar "The Silver Key" ophield; de zilveren sleutel brengt Carter naar een hogere dimensie, waar hij een ontmoeting heeft het wezen 'Umr at-Tawil, die hem aanbiedt de ultieme poort te betreden om de geheimen van de kosmos te ontdekken. Achter de poort ontmoet Carter Yog-Sothoth, die hem in laat zien dat alle wezens in het universum slechts facetten zijn van grotere wezens die buiten de traditionele drie dimensies bestaan. Hij biedt Carter aan om een van de alternatieve facetten van het wezen waar hij zelf deel van uitmaakt te bezoeken; de magiër Zkauba op de planeet Yaddith, die eeuwen geleden leefde. Hij waarschuwt Carter wel dat hij zijn symbolen moet kennen om weer terug te kunnen keren. Carter neemt aan dat hij hiermee de zilveren sleutel bedoelt.
Zodoende komt Carter terecht op Yaddith in het lichaam van Zkauba, maar dan ontdekt hij dat de sleutel hem niet uit dit lichaam kan bevrijden. De twee zitten nu met elkaar opgescheept. Carter slaagt erin dankzij een drug de overhand te krijgen in het lichaam en werkt een plan uit om terug naar de aarde te keren, waar hij een manuscript heeft laten liggen dat hem wel kan tonen hoe hij zijn eigen lichaam terug kan krijgen.
Daarmee besluit Swami zijn verhaal. Aspinwall, een advocaat en Carters neef, gelooft er echter niks van. Hierop beweert Swami dat hij zelf Randolph Carter is, die nog altijd gevangen zit in Zkauba’s lichaam. Aspinwall gaat Swami te lijf waarbij hij diens masker aftrekt, waarna hij een fatale hartaanval krijgt als gevolg van het onaardse wezen dat hij ziet. In de worsteling krijgt bovendien Zkauba’s persoonlijkheid weer de overhand en hij vlucht een vreemde klok binnen waarna hij verdwijnt.

## Achtergrond
Het verhaal vond zijn oorsprong in Price’s enthousiasme voor Lovecraft’s verhalen, met name "The Silver Key". Lovecraft was aanvankelijk terughoudend over Price’s idee om een vervolg te schrijven op dit verhaal.
Price schreef een verhaal van 6000 woorden, en legde dit aan Lovecraft voor. Lovecraft werkte het verder uit tot 14000 woorden. Volgens An H. P. Lovecraft Encyclopedia probeerde Lovecraft zo veel mogelijk van Price’s ideeën en taalgebruik te bewaren in de uiteindelijke versie. Price’s originele versie werd in 1982 uitgebracht onder de titel "The Lord of Illusion" in Crypt of Cthulhu Nr. 10.